# Staurogyne longicuneata
Staurogyne longicuneata là một loài thực vật có hoa trong họ Ô rô. Loài này được H.S. Lo miêu tả khoa học đầu tiên năm 1988.